# Бомбілья

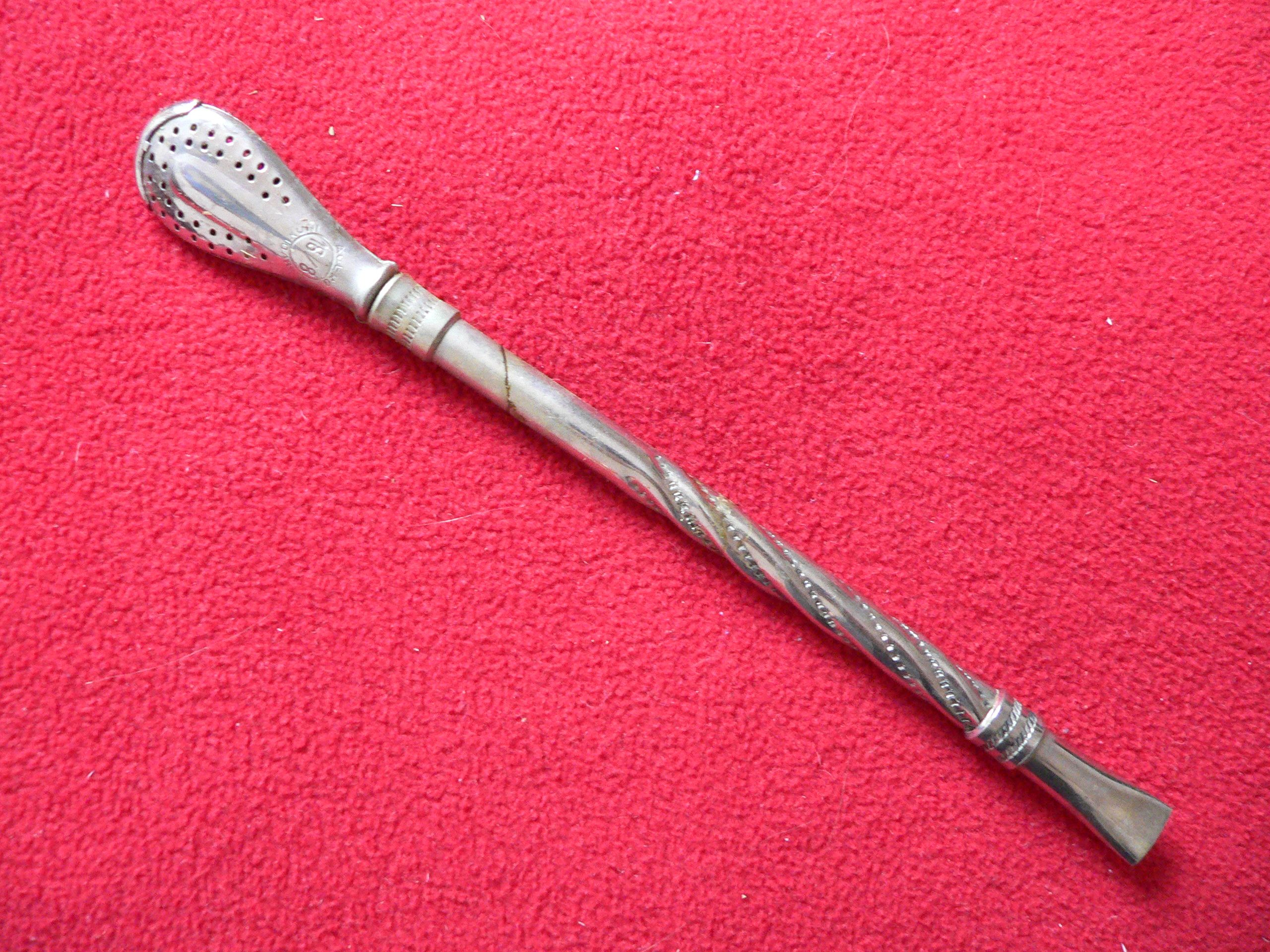
Бомбілья зі спіральною каньюте

Бомбілья або бомбіжя (ісп. bombilla, в Аргентині та Уругваї (в регіоні Ла-Плата) вимовляється, як бомбіжя чи бомбішя) — металева трубочка, що використовується для вживання напою ма́те. Спадщина колоніальної епохи, бомбільї зазвичай майстерно декоровані. Крім бомбільї для пиття використовується також тростинка, що виробляється, відповідно, з тростини чи американського бамбука, звана іспанською «cañute» — «канью́те». Бомбілья майже завжди складається з трьох частин і найчастіше виготовляється з металу: мундштук (що беруть до губ); вузька пряма металева трубка (хоча існують зразки навіть спіральній форми); і ситечко (виконує роль фільтра, щоб частинки листя не потрапляли до роту. Ситечко буває різних форм — округлим, приплюснутим тощо.
У індіанського народу гуарані бомбілья має назву takuapý (таквапі́) — takuá («тростина») і pý («вичинена шкіра», чи «вузлик»). Цікаво, що металеві трубки у вигляді спіралі почали виготовлюватись в Чилі в XIX столітті, а потім така форма стала популярна і в інших країнах Південної Америки. Взагалі в кожній країні де ма́те не є екзотичним напоєм існує своя традиційна форма бомбільї.